# 道の駅マリーンアイランド岡島
道の駅マリーンアイランド岡島（みちのえき マリーンアイランドおかしま）は、北海道枝幸郡枝幸町にある国道238号の道の駅である。

## 建物
建物はオホーツク海に浮かぶ船を模しており、船首は北西方向を向いていて、物産コーナー出入り口の外側にある階段からブリッジ部分へ登ることが可能。

## 主な施設
- 駐車場
  - 普通車：45台
  - 大型車：13台
  - 身障者用：2台
- トイレ（いずれも24時間利用可能）
  - 男：大 3器、小 7器
  - 女：5器
  - 身障者用：1器
- 公衆電話：1台
- 物産コーナー
- レストラン

## 休館日
- 毎週月曜日
- 年末年始

## アクセス
- 国道238号

## 周辺
- はまなす海水浴場